# Natació Sincronitzada als Jocs Europeus de 2015 – Duet
La prova de Duet de Natació Sincronitzada als Jocs Europeus de 2015 es va disputar entre el 12 i el 15 de juny al Bakú Aquatics Center.

## Resultats
La classificació es va disputar el dia 12 de juny i la final el dia 15 de juny

### Classificació
| Posició | Duo                                                          | Tècnic  | Lliure  | Total    | Notes |
| ------- | ------------------------------------------------------------ | ------- | ------- | -------- | ----- |
| 1       | Rússia · Valeriya Filenkova · Daria Kulagina                 | 89.2333 | 79.7568 | 168.9901 | Q     |
| 2       | Ucraïna · Yana Nariezhna · Yelyzaveta Yakhno                 | 87.5333 | 74.3500 | 161.8833 | Q     |
| 3       | Àustria · Anna-Maria Alexandri · Eirini-Marina Alexandri     | 83.8333 | 76.9728 | 160.8061 | Q     |
| 4       | Espanya · Julia Echeberria Esquivel · Irene Toledano Carmelo | 85.7333 | 74.7046 | 160.4379 | Q     |
| 5       | Itàlia · Noemi Carrozza · Laila Huric                        | 83.8000 | 74.1932 | 157.9932 | Q     |
| 6       | Grècia · Giana Gkeorgkieva · Athanasia Tsola                 | 81.9667 | 74.0772 | 156.0439 | Q     |
| 7       | França · Charlotte Tremble · Laura Tremble                   | 81.2000 | 70.6864 | 151.8864 | Q     |
| 8       | Belarús · Hanna Shulhina · Dominika Tsyplakova               | 77.3667 | 72.5636 | 149.9303 | Q     |
| 9       | Suïssa · Maxence Bellina · Maria Piffaretti                  | 77.2333 | 71.5182 | 148.7515 | Q     |
| 10      | Països Baixos · Bregje de Brouwer · Noortje de Brouwer       | 77.3333 | 70.9273 | 148.2606 | Q     |
| 11      | Turquia · Defne Bakırcı · Misra Gündeş                       | 75.2333 | 69.5864 | 144.8197 | Q     |
| 12      | Regne Unit · Jodie Cowie · Genevieve Randall                 | 75.1667 | 69.2659 | 144.4326 | Q     |
| 13      | Liechtenstein · Lara Mechnig · Marluce Schierscher           | 71.6000 | 70.7228 | 142.3228 |       |
| 14      | Eslovàquia · Petra Durisova · Diana Miskechova               | 72.3333 | 68.8228 | 141.1561 |       |
| 15      | Azerbaidjan · Tatyana Nikitina · Yekaterina Valiulina        | 71.4333 | 69.3841 | 140.8174 |       |
| 16      | Hongria · Adel Fodor · Viktoria Harcsa                       | 71.6667 | 67.3705 | 139.0372 |       |
| 17      | Israel · Aviv-Lea Bublil · Gal Litman                        | 72.1000 | 66.9000 | 139.0000 |       |
| 18      | Txèquia · Sarka Kocianova · Marie Vlasakova                  | 71.6667 | 67.0478 | 138.7145 |       |
| 19      | Polònia · Wiktoria Grabowska · Swietlana Szczepanska         | 66.7000 | 64.2250 | 130.9250 |       |
| 20      | Bulgària · Maria Kirkova · Mihaela Peeva                     | 66.5667 | 61.9386 | 128.5053 |       |

### Final
| Posició | Duo                                                          | Tècnic  | Lliure  | Total    |
| ------- | ------------------------------------------------------------ | ------- | ------- | -------- |
| 1       | Rússia · Valeriya Filenkova · Daria Kulagina                 | 89.3000 | 79.7568 | 169.0568 |
| 2       | Àustria · Anna-Maria Alexandri · Eirini-Maria Alexandri      | 85.8667 | 76.9728 | 162.8395 |
| 3       | Ucraïna · Yana Nariezhna · Yelyzaveta Yakhno                 | 87.3000 | 74.3500 | 161.6500 |
| 4       | Espanya · Julia Echeberria Esquivel · Irene Toledano Carmelo | 86.1000 | 74.7046 | 160.8046 |
| 5       | Itàlia · Noemi Carrozza · Laila Huric                        | 83.9333 | 74.1932 | 158.1265 |
| 6       | Grècia · Giana Gkeorgkieva · Athanasia Tsola                 | 81.5333 | 74.0772 | 155.6105 |
| 7       | França · Charlotte Tremble · Laura Tremble                   | 82.0333 | 70.6864 | 152.7197 |
| 8       | Belarús · Hanna Shulhina · Dominika Tsyplakova               | 78.4667 | 72.5636 | 151.0303 |
| 9       | Suïssa · Maxence Bellina · Maria Piffaretti                  | 77.5667 | 71.5182 | 149.0849 |
| 10      | Països Baixos · Bregje de Brouwer · Noortje de Brouwer       | 77.6667 | 70.9273 | 148.5940 |
| 11      | Turquia · Defne Bakirci · Misra Gündes                       | 76.3667 | 69.5864 | 145.9531 |
| 12      | Regne Unit · Jodie Cowie · Genevieve Randall                 | 75.3000 | 69.2659 | 144.5659 |